# Марк Антоний Гибер
Марк Антоний Гибер (лат. Marcus Antonius Hiberus) — римский политический деятель начала II века.
Гибер, как предполагается, является потомком императорских вольноотпущенников времён правления династии Юлиев-Клавдиев. В 133 году он занимал должность ординарного консула вместе с Публием Муммием Сизенной. После этого Гибер был назначен легатом пропретором Нижней Мезии. Есть свидетельства, что он находился на этом посту в 136 году.